# Ana María Velasco de la Cueva
Ana María Velasco de la Cueva, X condesa de Siruela desde 1651, señora de la villa de Roa y su tierra, de los valles de Cervera y Pernía, Castrejón, Villalobón y del estado de Agoncillo y casa de Medrano en La Rioja. Era hermana mayor de Leonor de Velasco y la Cueva y, por tanto, hija de Gabriel de Velasco y la Cueva y de Victoria Pacheco y Colona.
Se desempeñó como dama de la reina Mariana de Austria y el 19 de marzo de 1654, en el Palacio Real, contrajo matrimonio con Bernardino de Velasco, VII conde de Fuensalida. De esta unión nació José, que no pudo suceder en el condado dado que murió de niño.
Ana María Velasco falleció en Madrid el 18 de abril de 1680. El 27 de abril uno de sus testamentarios, Vespasiano Gonzaga, se encargó de llevar a cabo el inventario de sus bienes, y semanas después, el 14 de mayo, les puso precio.